# 交通警察 真夏の大捜査線
『交通警察 真夏の大捜査線』（こうつうけいさつ まなつのだいそうさせん）は、日本テレビ系列で不定期に放送されていたドキュメンタリー番組である。いわゆる「警察24時」ものであるが、交通警察に特化し、同局で放送されている『全国警察犯罪捜査網』と差別化を図っており、基本的には秋の改編期に放送されるが、それ以外の季節に放送される場合は『交通警察 夜の大捜査線』（こうつうけいさつ よるのだいそうさせん）として放送されていた。

## 放送内容
全国の都道府県警察交通部で活躍する交通捜査や取締り、鑑識のスペシャリストたちを密着取材する。
飲酒運転の取締り、ひき逃げ捜査、逃走車両の捜索などに密着し、熟練の取締りテクニックや作戦の様子を追う。
また、先輩警察官に憧れる新人隊員の成長の様子や、ドライブレコーダーが記録した交通事故の瞬間もあわせて放送する。

## 番組タイトル
- 2010年09月14日　凶悪逃走車を追え!交通警察　真夏の大捜査線

・飲酒!暴走!大激突!猛暑の現場は事故多発
・高速逆走車vs航空隊
・卑劣ひき逃げ事件…車のキズが真実を語る
・密着!暴走族逮捕劇“赤い靴の男”を追え
・女性白バイ隊の涙
・事故予知
・保険金詐欺を見破れ
- 2011年09月09日　金曜スーパープライム　緊急出動!逃走車を追え～交通警察　真夏の大捜査線

・熱血警官vs凶悪暴走族執念の逮捕に完全密着
・真夜中のひき逃げ…犯人の女がついたウソ
・警視庁No.1白バイ隊ベテランに死角なし!
・“職務質問のプロ”大量大麻発見のスゴ技
・薩摩クイーンズ出動
- 2013年09月13日　緊急出動!逃走車を追え!交通警察・真夏の大捜査線

・警視庁のイケメン白バイ隊員は抜群の聴力が武器。走行音だけで車種を特定しスピード違反を取り締まる!
・白バイ隊員に憧れる荻窪署の若き巡査は悪質自転車運転を許さない。白バイならぬ白チャリで逃走自転車を全速力で追いかける!
・真夜中のひき逃げ事件。被害者の衣服から重要な証拠が浮かび上がった
・小田原署の巨漢デカ。取締りの必殺アイテムは「小さなノート」!?
・美人白バイ隊員ナンパされる!
- 2014年09月05日　緊急出動!逃走者を追え 交通警察 真夏の大捜査線

・東名高速道路で多発するスピード違反。乗っていた男のあきれた言い訳
・沖縄の暴走族にまとわりつく「チビカメ」の正体とは!?警察車両に体当たり!
・豪雨の自動車専用道路で起きた死亡事故。当初正面衝突と思われた事故に隠れた真相とは!?
・白昼の交差点でひき逃げ事故発生。逃げた車両を執念の捜査で見つけ出す!犯人は事故を否定し続けるが…
・新人女性白バイ隊員の訓練に密着!ライバル心むき出しで転んで泣いて成長する!
- 2015年09月21日　緊急出動!逃走者を追え 交通警察2015

- 2017年8月31日　真夏の大捜査線!!全国交通警察2017

- 2018年9月7日 緊急出動!凶悪逃走車を追え…警察特捜2018

## スタッフ
2015年9月21日放送分
- 構成：田代裕
- ナレーター：立木文彦、田原アルノ
- 撮影技術：エンターエポック、ネットビジョン（ネット→2011年9月も）、阿部大輔、清水昭雄、金井健、鈴木啓朗、石井隆久、鶴見昌彦
- 編集技術：プロセンスタジオ
- ED：樋口学、藤原曜一郎、太田友康、高羽英揮
- MA：石黒裕二
- 音楽効果：相田恵美子、サウンドリング
- CG：イメージセッション
- 協力：東京農工大学、スマートモビリティ研究拠点
- 宣伝：西室由香里
- デスク：宮沢薫
- 取材協力：千葉県警察、神奈川県警察、愛知県警察、福岡県警察
- 監修：弁護士 樋口明巳（2014年9月5日では協力）
- 取材スタッフ：石坂奈々、小林健一
- ディレクター：高津洋志、岡田友之、石崎大輔、日置義考、白根伸一、田中未来
- チーフディレクター：川野辺真
- プロデューサー：高山陽一、宮永守、田代佳弘
- 制作協力：ビックベア
- プロデューサー：川添武明
- チーフプロデューサー：森田公三
- 製作著作：日本テレビ

### 過去のスタッフ
- 総合演出：実成俊也（2013年9月13日放送分）
- ナレーション：渡辺篤史、新千恵子（渡辺・新→2011年9月9日放送分）、大塚芳忠（2013年9月13日放送分）
- ヘリコプターリポート：馬場典子（日本テレビアナウンサー、2011年9月9日放送分）
- 構成：若林郁恵（2011年9月9日放送分）
- 撮影技術：港家、篠原靖史（2社共に2011年9月9日放送分）、メディアコンパス、レック、牧克人、中組孝治（4社共に2013年9月13日放送分）、岡林映像、JPN、阿部大輔（3社共に2014年9月5日放送分）
- 技術コーディネーター：清水昭雄
- 編集：平澤政吾
- ED：田村通康（2013年9月13日放送分）
- MA：榊枝一也（2011年9月9日放送分）、白井康之
- 音楽効果：フリーダム・オブ・ザック、福永真弓
- CG：野村俊介（2014年9月5日放送分）
- 編成：糸井聖一（2011年9月9日放送分）、小島友行（2013年9月13日放送分）
- 広報：友定絋子（2011年9月9日放送分）、松榮大（2013年9月13日放送分）
- 取材協力：警視庁、宮城県警察、新潟県警察、三重県警察、広島県警察、徳島県警察、香川県警察、高知県警察、鹿児島県警察、沖縄県警察
- 協力：富士通テン（2011年9月9日・2013年9月13日放送分）、自動車技術会（自動車→2014年9月5日放送分）
- 資料提供：読売新聞、産経新聞社、東京新聞社
- 取材スタッフ：益田健二郎、八木沼亮一、栗栖玲、藤崎博文、神宮力、三輪孝、大島玲子、藤森有貴、山崎弘和、須田栄二、植村将之
- ディレクター：坪山悟史、藤岡秀万、小野寺崇、深川隆司、松本幸導、別宮有歩、瓜田浩一、高岡奈央、小川和芳
- プロデューサー：北田一勝（のーすふぃーるど、2014年9月5日放送分）
- チーフプロデューサー：鈴江秀樹（2011年9月9日放送分）、菅沼直樹（2013年9月13日放送分）